# Nacra 17
Il NACRA 17 è un catamarano sportivo ad alte prestazioni utilizzato per regatare. È stato progettato nel 2011, è entrato in produzione nel 2012 e sin dalle prime fasi della sua concezione è stato pensato come catamarano da utilizzare per le regate dei Giochi Olimpici.

## Storia
Il Nacra 17 è stato specificatamente progettato per soddisfare le specifiche tecniche definite per una nuova specialità olimpica inedita per la vela olimpica che prevedeva una barca con equipaggio misto. Nel maggio 2012 la Federazione Internazionale della Vela (ISAF) scelse il Nacra 17 come barca per le regate per catamarano con equipaggio misto per le Olimpiadi di Rio de Janeiro 2016, successivamente confermata anche per le Olimpiadi di Tokyo 2020.
Uno dei suoi progettisti, Pete Melvin, ha così riassunto la filosofia di progettazione del Nacra 17:
Di conseguenza, non esistendo un progetto od una classe che soddisfi le specifiche olimpiche, abbiamo deciso di creare un progetto completamente nuovo che è lungo circa 17 piedi, chiamato NACRA 17. Confrontato con i Formula 16 è 250 mm più lungo, 100 mm più largo, ha un albero più alto, maggiore superficie velica e derive curve.

Le derive curve aggiungono una dimensione alla navigazione.»
Il Comitato di valutazione ISAF scrisse:
Le derive curve previste forniscono una portanza verticale, il NACRA 17 potrà sopportare equipaggi di un intervallo di peso più ampio rispetto al Formula 16 ed è notevolmente più leggero di un Formula 18. Il nuovo NACRA 17 offre ai velisti del catamarano misto l'eccitante sfida di gestire la possibile portanza generata dalle derive curve.»
Nel 2013, dal 21 al 27 luglio, si è tenuto a L'Aja il primo Campionato mondiale.
Nel novembre 2016 la Conferenza annuale del World Sailing (ex ISAF) ha approvato il passaggio del Nacra 17 alla configurazione full foiling per le Olimpiadi di Tokyo 2020.

## Caratteristiche tecniche
Il Nacra 17 è un catamarano dotato di un albero rotante in carbonio, randa steccata (full batten), fiocco steccato autovirante, gennaker e derive curve. L'equipaggio, misto, è formato da un timoniere e da un prodiere.

## Competizioni internazionali

### Giochi Olimpici
| Anno | Edizione                               | Vincitori                         | Nazione   |
| ---- | -------------------------------------- | --------------------------------- | --------- |
| 2016 | Olimpiadi di Rio de Janeiro (Dettagli) | Santiago Lange e Cecilia Carranza | Argentina |
| 2020 | Olimpiadi di Tokyo (Dettagli)          | Ruggero Tita e Caterina Banti     | Italia    |
| 2024 | Olimpiadi di Parigi (Dettagli)         | Ruggero Tita e Caterina Banti     | Italia    |

### Campionati mondiali
| Anno | Città ospitante                        | Vincitori                          | Nazione       |
| ---- | -------------------------------------- | ---------------------------------- | ------------- |
| 2013 | L'Aia Paesi Bassi                      | Billy Besson e Marie Riou          | Francia       |
| 2014 | Santander Spagna                       | Billy Besson e Marie Riou          | Francia       |
| 2015 | Aarhus Danimarca                       | Billy Besson e Marie Riou          | Francia       |
| 2016 | Clearwater Stati Uniti                 | Billy Besson e Marie Riou          | Francia       |
| 2017 | La Grande-Motte Francia                | Ben Saxton e Katie Dabson          | Gran Bretagna |
| 2018 | Aarhus Danimarca                       | Ruggero Tita e Caterina Banti      | Italia        |
| 2019 | Auckland Nuova Zelanda                 | Vittorio Bissaro e Maelle Frascari | Italia        |
| 2020 | Geelong Australia                      | John Gimson e Anna Burnet          | Gran Bretagna |
| 2021 | Al Musanaah Oman                       | John Gimson e Anna Burnet          | Gran Bretagna |
| 2022 | St. Margarets Bay, Nuova Scozia Canada | Ruggero Tita e Caterina Banti      | Italia        |
| 2023 | L'Aia Paesi Bassi                      | Ruggero Tita e Caterina Banti      | Italia        |
| 2024 | La Grande-Motte Francia                | Ruggero Tita e Caterina Banti      | Italia        |

### Annotazioni
1. ↑  acronimo di North American Catamaran Racing Association

### Fonti
1. ↑  (EN) The International Sailing Federation (ISAF) has confirmed the final event and equipment selections for the Rio 2016 Olympic Sailing Competition., su sailing.org, 5 maggio 2012.
2. ↑  (EN) 2013 ISAF Annual Conference Draws To A Close in Muscat, Sultanate of Oman, su sailing.org. URL consultato il 16 novembre 2013 (archiviato dall'url originale il 25 dicembre 2013).
3. ↑  (EN) Pete Melvin, the choice, su sailinganarchy.com, 4 maggio 2012.
4. ↑  (EN) [12449.pdf ISAF Mixed Multihull Evaluation] (PDF), su sailing.org, 1º marzo 2012.
5. ↑  (EN) 2013 World Championship, su nacra17.org.
6. ↑  (EN) 9 November - 2016 Annual Conference Recap, su sailing.org, 9 novembre 2016.